# Kabudarahang
Kabūd Rahang, Kabūdar Āhang o Kabūdarahang (farsi کبودرآهنگ) è il capoluogo dello shahrestān di Kabudarahang, circoscrizione centrale, nella provincia di Hamadan. Nel 2006 aveva, una popolazione di 19.216 abitanti, è la città natale di Parviz Parastui. 